# 파드칼레주의 캉통
프랑스 파드칼레주에는 총 39개의 캉통이 속해 있다. 2015년 3월 행정구역 총개편으로 인해 현재는 다음과 같이 설치되어 있다.
- 에르쉬르라리
- 아라스 1
- 아라스 2
- 아라스 3
- 오셸
- 옥시르샤토
- 아벤르콩트
- 아비옹
- 바폼
- 베르크
- 베튄
- 뵈브리
- 불로뉴쉬르메르 1
- 불로뉴쉬르메르 2
- 브르비에르
- 브뤼에라비시에르
- 뷜리레민
- 칼레 1
- 칼레 2
- 칼레 3
- 카르뱅
- 데브르
- 두브랭
- 에타플
- 프뤼주
- 아른
- 에냉보몽 1
- 에냉보몽 2
- 랑스
- 리에뱅
- 릴레르
- 롱게네스
- 렁브르
- 마르크
- 뇌레민
- 오트로
- 생토메르
- 생폴쉬르테르누아즈
- 웽글